# Балунов, Александр Валентинович
Алекса́ндр Валенти́нович Балуно́в (род. 19 марта 1973, Ленинград, РСФСР, СССР), более известен как Балу́ — российский рок-музыкант, бывший гитарист, басист и один из основателей хоррор-панк группы «Король и Шут», а также автор книг о группе и её участниках.

## Биография
Окончил начальные классы в школе № 334, позже учился в ленинградской школе № 147 вместе с будущими соратниками по группе — Михаилом Горшенёвым «Горшком» и Александром Щиголевым «Поручиком». В 1988 году они втроём основали группу под названием «Контора». Позже к постоянному составу присоединился Андрей Князев («Князь») и группа стала называться «Король и Шут». Изначально, и до 1996 года, Александр Балунов играл на гитаре, а в 1993—1995 годах исполнял роль второго вокалиста, так как Андрей Князев был в армии. Александра также забрали в армию, но всего на несколько недель. После выступления группы на фестивале «Наполним небо добротой» 23 июня 1996 года из «Короля и Шута» уходит бас-гитарист Григорий Кузьмин, и теперь, с 1996 по 2006 год всего 10 лет, Александр Валентинович Балунов играл в группе на бас-гитаре. В 2003 году вместе с братьями Горшенёвыми (Михаил и Алексей), Андреем «Князем» Князевым, Яковом Цвиркуновым, Александром «Поручиком» Щиголевым и Александром «Ренегатом» Леонтьевым принял участие в рамках проекта «Рок-группа» в песне «Попса».
31 января 2006 года, проиграв в группе 18 лет, ушёл в бессрочный отпуск. Вернувшись через две недели, поиграл с группой два дня и принял окончательное решение об уходе. С тех пор живёт в США, занимается творческой деятельностью. В 2006 году выступал с группой в качестве бас-гитариста на их американских гастролях. В 2008 году помог записать Михаилу Горшенёву песню «Don’t crucify me» совместно с калифорнийской группой Red Elvises. В 2011 году вместе со своей женой Ириной Косиновской записал трибьют на хит 70-х годов «Ты мне веришь?» (музыка Алексея Рыбникова, слова А. Кохановского).
В 2014 году Александр Балунов вместе с Андреем Князевым организовали в VK группу архивов и раритетов «Король и Шут», в которой присутствуют помимо прочего раритетные записи с альбома «Ересь», а также другие ранее неизданные записи группы «Король и Шут». Над реставрацией материалов работает сам Александр совместно с калифорнийской студией звукозаписи.
В 2015 году Александр Балунов выпустил сингл «Как звезда» вместе с калифорнийской группой Red Elvises, состоящий из трёх песен.
В августе 2016 года в издательстве «АСТ» вышла книга Александра Балунова под названием «Король и Шут. Между Купчино и Ржевкой». Дикторами были сам Балу и Роман Волков.
10 февраля 2017 года Александр Балунов выпустил песню «Смерть шута» из своего сольного альбома «Песни о любви и дружбе». Песня написана Балу ещё в середине 1990-х годов и изначально была короче и называлась «Жизнь шута», однако, в репертуар «КиШ» включена не была, поскольку Михаил Горшенёв посчитал, что на тот момент её время ещё не пришло. В итоговой записи приняли участие Андрей Князев, лидер «Наива» Александр «Чача» Иванов, лидер «Тараканов!» Дмитрий «Сид» Спирин и Илья «Маррадёр» Никитин.
19 марта 2017 года вышел дебютный студийный альбом Александра Балунова «Песни о любви и дружбе». Релиз осуществила компания «Союз мьюзик».
В июне 2017 года в издательстве «АСТ» вышла книга Александра Балунова под названием «Король и Шут. Бесконечная история».
В мае 2018 года вышел макси-сингл Александра Балунова и Андрея Князева «Детские песни для взрослых».
В ноябре 2019 года в издательстве «АСТ» вышла книга Александра Балунова под названием «Король и Шут. Как в старой сказке», представляющая собой работу на основе двух предыдущих книг.

## Общественная позиция
В декабре 2024 года был оштрафован за «дискредитацию» российской армии на 30 тысяч рублей.
21 марта 2025 года Министерством юстиции России был внесён в реестр «иностранных агентов».

## Личная жизнь
Первая жена — Инна Демидова, с ней Александр разведён. От этого брака родился сын Кирилл (1995) — увлекается игрой на гитаре, играет в группе Chunder и сотрудничает с австрийской группой Princesse Angine.
Также есть сын Василий (2003), родившийся в союзе с пресс-секретарём группы «Король и Шут» Анастасией Рогожниковой.
В настоящее время живёт в Калифорнии с Ириной Косиновской.

## Инструменты
Гитары
- Jolana Diamant чёрного цвета — первая электрогитара Балу. На ней играл в 1992—1993 годах. С этой гитарой состоялось первое выступление группы в школе ритма Игоря Голубева на Рубинштейна, 13.
- Kramer Pariah Ebony серебряного цвета — одна из первых гитар Балу. На ней играл в 1994—1995 годах в клубе «TaM-tAm». Именно с ней записан первый полноформатный альбом — Будь как дома, Путник.
- Danelectro Baritone белого цвета — гитара Балу, после которой он окончательно перешёл на бас. На ней играл в 1995—1996 годах. С ней выступил на концертах: «Ржавые провода», а также записал концерт «Наполним небо добротой».

Бас-гитары
- Jolana D-Bass чёрного цвета — первая бас-гитара Балу. Играл на ней в 1993 году в клубе «Там-Там», когда Михаил Горшенёв на 2 песни («Лесник» и «Инструмент») брал его гитару, то Балу приходилось брать бас-гитару у Рябчика.
- Aria Pro II Legend LJB-Z Jazz Bass чёрного цвета — первая профессиональная бас-гитара Балу. Играл на ней в 1996—1998 годах. С ней записан концерт Праздник скоморох.
- Rickenbacker 4003S Midnight Blue синего цвета — самая известная бас-гитара Балу, играл на ней в 1999—2002 годах. С этой бас-гитарой были записаны концерты «Ели мясо мужики» и «Мёртвый Анархист»[12].
- Fender American Deluxe Precision цвета санбёрст — привезена из США, играл на ней в 2003 году.
- Fender Zone жёлтого цвета — эксклюзивная модель, привезённая Александром из Америки. Играл на ней в основном в 2003—2006 годах. Забрал её с собой в Америку. С этой бас-гитарой записан «Концерт в Олимпийском». Также, после отъезда Балу в Америку, на ней играл Ренегат в БКЗ «Октябрьский».

## Дискография

### Синглы
- 2013 — Страх и ненависть (Балу и Боцман)
- 2015 — Как звезда (сингл) (Балу и Red Elvises)
- 2017 — Смерть шута (Балу, Князь, Сид, Чача, Маррадёр)
- 2017 — Я иду к тебе домой (Балу и Red Elvises)
- 2017 — Где по утрам восходит солнце
- 2018 — Детские песни для взрослых (Князь и Балу)

Неизданные альбомы (раритеты)
| Год выпуска | Альбом                | Группа       | Участие                                                                           |
| ----------- | --------------------- | ------------ | --------------------------------------------------------------------------------- |
| 1990        | Ересь                 | Контора      | музыка в одной песне, стихи, гитара, бэк-вокал, пианино, перкуссия, бубны, флейта |
| 1993        | Истинный убийца       | Король и Шут | гитара, бас-гитара, бэк-вокал                                                     |
| 1994        | Будь как дома, путник | Король и Шут | музыка к одной песне, бэк-вокал, бас-гитара                                       |

Студийные альбомы
| Год выпуска | Альбом                 | Группа       | Участие                                                         |
| ----------- | ---------------------- | ------------ | --------------------------------------------------------------- |
| 1996        | Камнем по голове       | Король и Шут | бас-гитара, музыка к одной песне                                |
| 1997        | Король и Шут (альбом)  | Король и Шут | бас-гитара, бэк-вокал, вокал в двух песнях                      |
| 1999        | Акустический альбом    | Король и Шут | бас-гитара, бэк-вокал, вокал в одной песне музыка к одной песне |
| 2000        | Герои и Злодеи         | Король и Шут | бас-гитара, бэк-вокал                                           |
| 2001        | Как в старой сказке    | Король и Шут | бас-гитара, бэк-вокал                                           |
| 2002        | Жаль, нет ружья        | Король и Шут | бас-гитара, бэк-вокал, вокал                                    |
| 2004        | Бунт на корабле        | Король и Шут | бас-гитара, бэк-вокал, вокал                                    |
| 2017        | Песни о любви и дружбе | Балу         | вокал, музыка, стихи, гитара, бас-гитара                        |

## Участие в других аудиозаписях
- «Следи за собой» (Король и Шут в рамках проекта «КИНОпробы») (2000) — песня не входит в официальную дискографию группы «Король и Шут». Была исполнена в честь памяти Цоя и группы «Кино». Бас-гитара, бэк-вокал.
- «Кошка» (Король и Шут в рамках проекта «Рок-группа») (2003) — песня не входит в официальную дискографию группы «Король и Шут», Вместе с Балу в ней приняли участие: Горшок, Князь, Яша и Ренегат. Бас-Гитара, бэк-вокал.
- «Don’t Crucify Me» (Red Elvises) (2008) — участвовал в первой версии песни, и помогал Михаилу Горшенёву «Горшку» с текстом.
- «Ты мне веришь?» — (2011) песня, в которой Балу спел со своей женой и сыграл на гитаре.